# François Rousset (évêque)
Pour les articles homonymes, voir Rousset.
François Rousset, prêtre puis prélat français, est le 55e évêque d'Uzès, à la fin du XVIe siècle.

## Biographie
Ordonné prêtre au XVIe siècle, François Rousset devient chanoine du chapitre d'Uzès. Nommé évêque d'Uzès en 1591, il le reste dix ans jusqu'à son abdication en 1601.

## Chronologie
| 1591. | Il est désigné évêque par Henri IV.              |
| 1595. | Il obtient une bulle qui confirme sa nomination. |
| 1601. | Il abdique.                                      |

Les armes de François Ier Rousset sont d'argent à trois roses feuillées au naturel et posées 1 et 2.